# Bunny (Herfelingen)

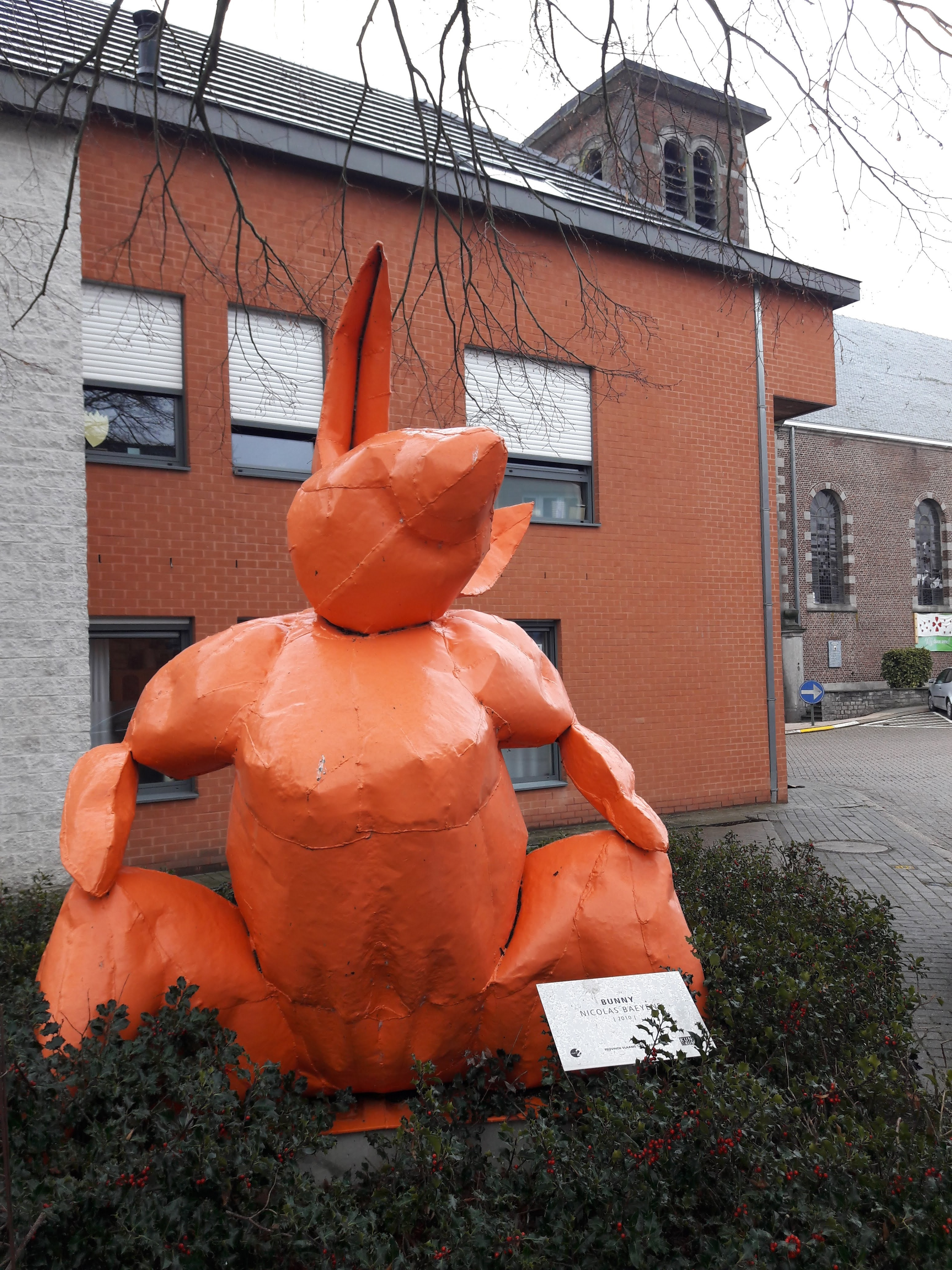
Bunny

Bunny is een beeldhouwwerk dat sinds 30 april 2011 op het dorpsplein van Herfelingen staat, in de Belgische provincie Vlaams-Brabant. Het werk staat naast bakkerij Vansnick en tehuis Zonnestraal.

## Ontstaansgeschiedenis
De gemeente Herne won de wedstrijd 'Kunst op komst' van Radio 2 en Provincie Vlaams-Brabant. Deze wedstrijd moest hedendaagse kunst dichter bij het publiek brengen. Herne haalde het - dankzij de sms'jes van het publiek - van Grimbergen en Dilbeek. Daarom kreeg het dit kunstwerk van Nicolas Baeyens als prijs.

## Kunstenaar Nicolas Baeyens
Nicolas Baeyens is docent en coördinator beeldhouwkunst (metaalsculpturen, onderzoek en documentatie) aan de Koninklijke Academie voor Schone Kunsten in Antwerpen. Als kunstenaar maakt hij monumentale beelden uit staal, koper en papier.
Voor Bunny liet hij zich inspireren door een mens-dierbeeldje uit een verre dynastie dat hij zag tijdens zijn reis in China. Hij vervaardigde Bunny in staalplaat en werkte er 8 maanden aan.

## Langoren van Herfelingen
Het feit dat net de langoren van Herfelingen deze Bunny mochten ontvangen, gaf een extra betekenis aan het werk.
In de 18de eeuw behoorde Herfelingen tot de heren van Edingen en Kester en woonden de grootgrondbezitters van Huis Arenberg en rijke boeren er. Zij voelden zich heer en meester over de streek. Maar waar rijkdom is, is gewoonlijk ook armoede. De arme inwoners van Herfelingen gingen daarom stropen op de velden van de landbouwers. De boeren dienden daardoor klacht in bij de hertog van Arenberg waarna die een klopjacht op de stropers organiseerde. In de ogen van de stropers waren die klopjachten de schuld van de boeren en dus wilden ze hen een lesje leren. Ze besloten enkele nachten na elkaar veel stroppen te plaatsen waardoor de buit uiteraard groot was. Ze deden de konijnen hun jasjes uit, sneden de lange oren eraf, bonden ze met trosjes bijeen en hingen ze aan de poorten van de boerderijen. De boeren konden hier niet mee lachen, maar de stropersgezinnen hadden in die periode wel veel eten. Dankzij het stropen ging de hongersnood stilaan voorbij en kregen de Herfelingenaren de bijnaam 'de langoren van Herfelingen'.